# Дубинне
Дубинне (словац. Dubinné) — село и одноимённая община в районе Бардеёв Прешовского края Словакии. В письменных источниках начинает упоминаться с 1327 года.

## География
Село расположено в северной части края, на левом берегу реки Топли, при автодороге 3515. Абсолютная высота — 218 метров над уровнем моря. Площадь муниципалитета составляет 7,08 км².

## Население
| Год:                | 1994 | 2004    | 2014     | 2024    |
| ------------------- | ---- | ------- | -------- | ------- |
| Количество человек: | 349  | 328     | 365      | 333     |
| Разница:            |      | −6,01 % | +11,28 % | −8,76 % |

По данным последней официальной переписи 2011 года, численность населения Дубинне составляла 365 человек.